# Спасо-Преображенский собор (Нарва)
Спасо-Преображенский собор (эст. Issanda Muutmise peakirik) — старейшая готическая церковь города Нарвы, один из символов города с середины XVII до середины XX веков, с XVIII века православный храм. Разрушен в 1944 году в ходе военных действий, в 1950-е годы разобраны и руины. Находился в исторической части города, улица Виру, 14.

## История храма
Здание храма относится к XV веку (надгробная плита в полу с надписью 1314 года давала право думать и о XIV веке). Было построено из известняка, квадратное в плане, относилось к распространённому для храмов северной Эстонии зальному типу и представляло собой трёхнефную базилику, перекрытую крестовыми сводами. С южной стороны стена подпиралась мощными контрфорсами.
Храм был освящен как католическая церковь во имя Девы Марии, в XVI веке храм превращён в лютеранский собор Иоанна Иерусалимского.

29 июня 1708 года в перешедшей под русскую власть Нарве бывшую Иоанновскую кирху переосвятили в присутствии императора Петра I в честь Преображения Господня, после чего храм оставался православным до своего разрушения в 1944 году. 

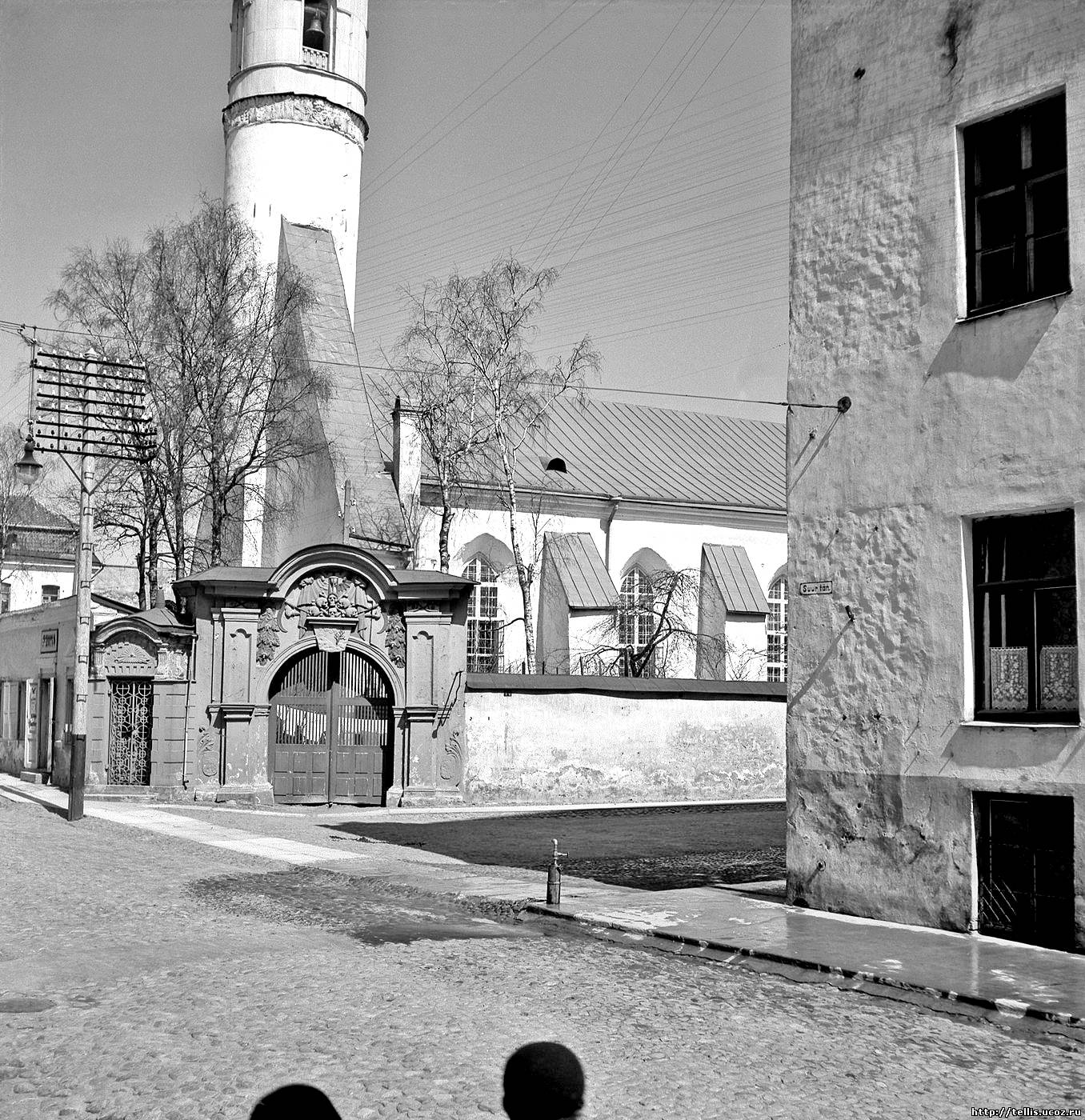
Спасо-Преображенский собор и «Ворота смерти». Вид от перекрестка улиц Суур и Виру. Фото 1930 года

Лишь только собор был обращён в православный храм, начались его органические изменения: прежде всего, пристроили алтари. В перестройке храма, вероятно, принимал участие Доменико Трезини. Во второй половине XVIII века к северной стороне собора был пристроен каменный тёплый (то есть отапливаемый) придел во имя святителя Николая Чудотворца, сооружённый на средства нарвского купца Демида Демидова.
Собор славился своими резными иконостасами в стиле барокко. Считается, что главный иконостас послужил прообразом знаменитого иконостаса Петропавловского собора в Петербурге. Идея построения одна и та же: колоссальные царские врата являются главным элементом этого сооружения, поглощая собой всё внимание зрителя. В соборе церкви находились образа чудотворца Николая и Тихвинской Божией Матери, «по преданию жителей», взятые из огня невредимыми.
Ворота на присоборную территорию за своё архитектурное убранство имели народное название «ворота смерти»
C 1907 по 1916 год клириком Преображенского собора был Иоанн Кочуров
Здание Спасо-Преображенского собора в Нарве разрушено в 1944 году в ходе военных действий. В 1950-х годах снесены его развалины.
В соборе хранилось резное Распятие середины XVII века работы скульптора Э. Тилле, чудом уцелевшее в 1944 году. Его перенесли в кренгольмскую Воскресенскую церковь.